# ニコラ・ド・ローネー
ニコラ・ド・ローネー（Nicolas de Launay、1739年9月20日 - 1792年3月2日）は、フランスの版画家である。同時代に人気のあった画家などの絵画を版画にした。

## 略歴
パリで生まれた。若い頃から版画家のルイ＝シモン・ランぺルール（Louis-Simon Lempereur: 1728-1807）の工房で学んだ。歴史画や肖像画、風景画、ビネット（vignette: 装飾模様）など様々な題材の版画を制作した。1780年代にデンマーク王立美術院の会員に選ばれた後、1789年にフランスの王立絵画彫刻アカデミーの会員に選ばれた。その後国王の宮廷版画家になった、
ヤン・バプティスト・ウェーニクス（1621-1659）やジャン・オノレ・フラゴナール（1732-1806）、エティエンヌ・オーブリー（1745-1781）といった有名画家の原画をもとにした版画作品で知られている。
フランス宮廷で有力な版画家であったシャルル＝ニコラ・コシャン（Charles-Nicolas Cochin: 1715–1790）とも働いた。
弟のロバート・ド・ローネー (1749-1814)はニコラ・ド・ローネーに学んで版画家になった。弟子にはジャン・バティスト・フォスワイヤー（Jean Baptiste Fosseyeux: 1752-1824)、ジャン＝バティスト＝ミシェル・デュプレ（Jean-Baptiste-Michel Dupréel: 1765-1827）、ニコラ・ポンス（1746-1831）らがいる。

## 作品

ジャン＝ミシェル・モローの原画による版画
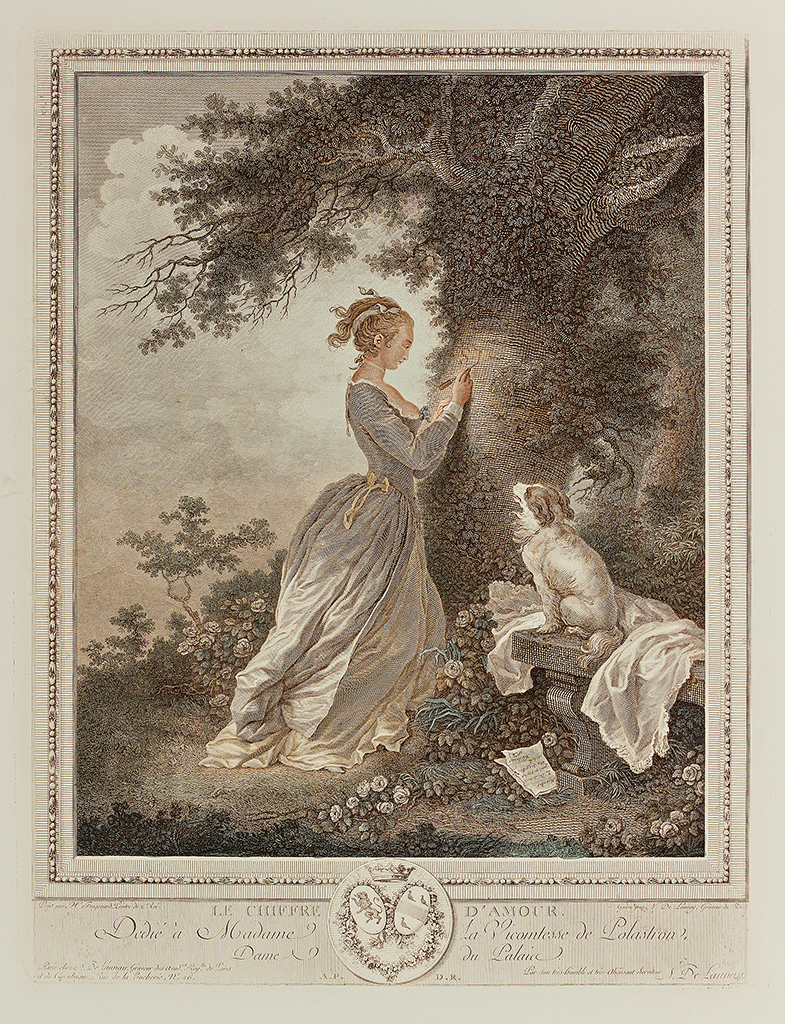
ジャン・オノレ・フラゴナールの原画による版画
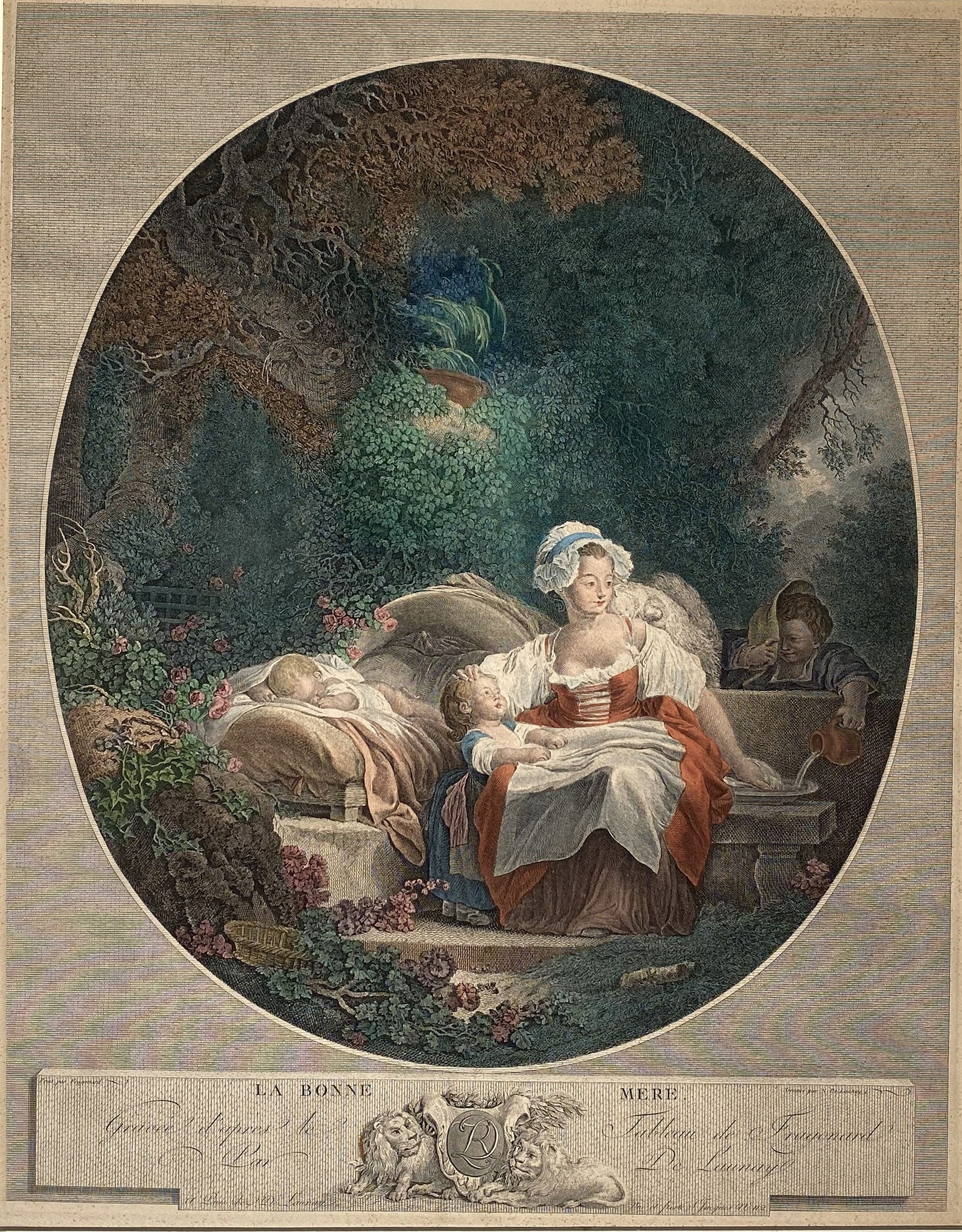
フラゴナールの原画による版画
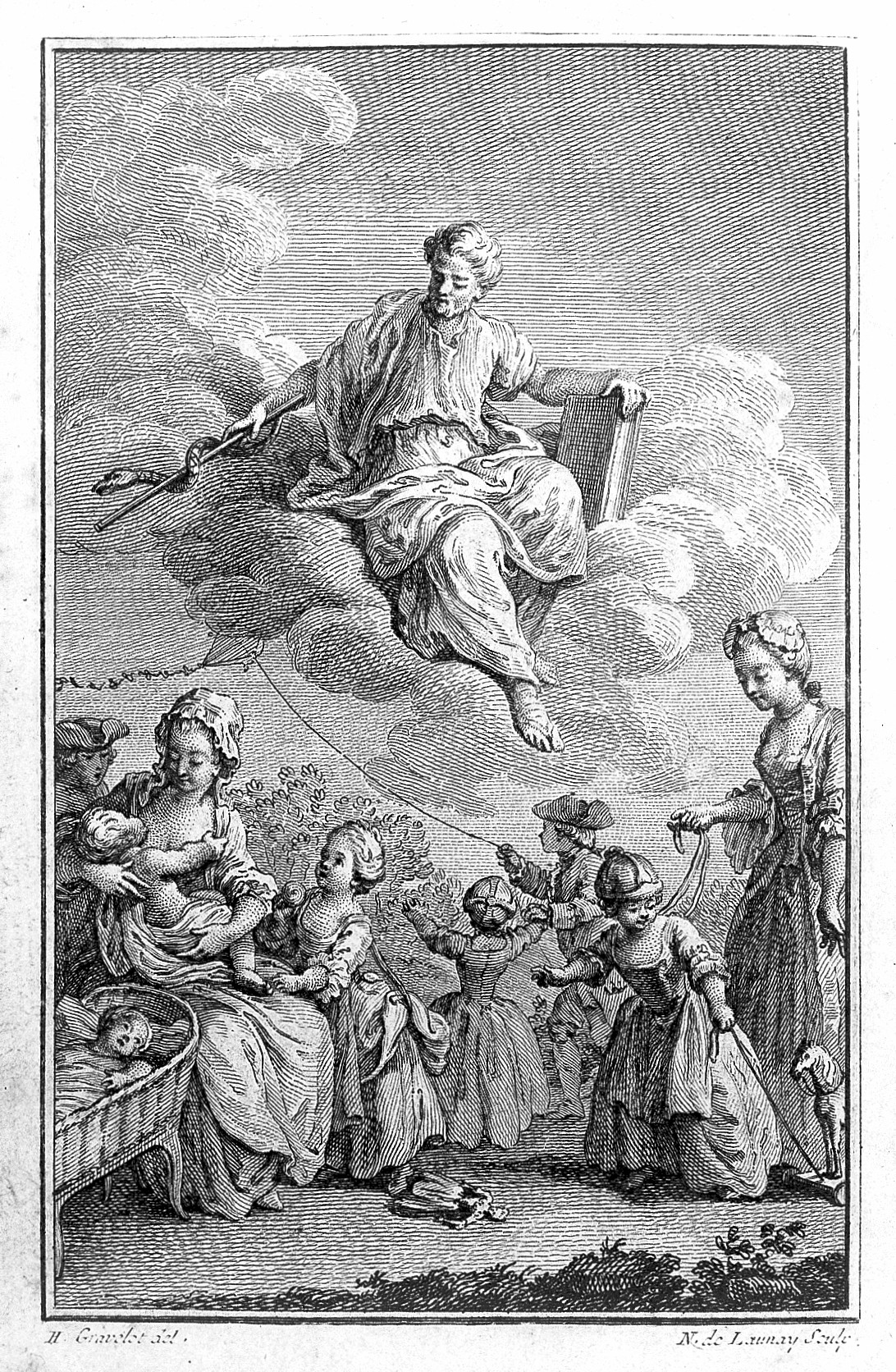
ユベール＝フランソワ・グラヴロの原画による版画